# 1986年の日本の女性史
1986年の日本の女性史（1986ねんのにほんのじょせいし）は、1986年（昭和61年）の日本における女性に関するできごとを時系列的に挙げる。参考文献は日本の女性史年表を参照のこと。
本項目は歴史研究としての女性史ではなく、日本における女性に関するできごとをある体系に基づいて述べようとするものではない。
- 1月14日 西船橋駅ホーム転落死事件発生。駅で酒に酔った男性体育教師に執拗に絡まれた女性が相手を突いたところ男性は線路に転落、電車に轢かれて死亡。女性は傷害致死罪で逮捕・起訴。
無罪判決を求める署名運動が翌1987年1月から始まり、同年9月17日 千葉地方裁判所は正当防衛を認め無罪判決。検察は控訴せず確定。
- 1月17日 経済同友会に初の女性会員
- 1月27日 労働省、「雇用法施行規則」「事業主が講ずるよう努めるべき措置についての指針」と「女子労働基準規則」を制定、公布
- 2月21日 人事院、国家公務員の女子保護規定を改正、男女差別解消の一環として、深夜勤務・時間外労働の制限緩和、生理休暇廃止など
- 2月24日 第31回国連婦人の地位委員会、日本、委員国に選出される
- 2月26日 婦人団体連合会（婦団連）主催「国家機密法を許さない婦人のつどい」、1300人参加
- 3月2日 第1回皇后盃全日本女子柔道選手権大会で東海大生 八戸かおり 優勝
- 3月12日 日高教婦人部調査、女性教員の3人に2人は、健康を害し通院も気楽にできない、とのアンケート結果発表
- 3月27日 国際婦人年連絡会、2000年に向けての行動に取り組むため、存続確認
- 4月1日 男女雇用機会均等法および改定労働基準法施行。企業、コース別雇用制度導入へ
- 4月8日 アイドル歌手・岡田有希子飛び降り自殺、少年少女の後追い自殺が続発、この月114人自殺発生
- 4月1日 日本キリスト教婦人矯風会、来日アジア女性の緊急避難施設女性の家HELPを開設、日本の民間シェルターの草分け
- 4月21日 女性職業財団 設立、代表高橋展子
- 4月- 女性情報誌『月刊女性』（現・『女性情報』）創刊
全国の地方紙と全国紙計13紙の切り抜き情報誌で、1000点前後の記事を収録、特集号も。
- 5月8日 イギリスのチャールズ3世（当時皇太子）・ダイアナ妃夫妻が来日、女性に柄物のストッキング等、ダイアナ・フィーバー起こる
- 5月10日 「平塚らいてう生誕100年祭--いまなにをうけつぐか」開催、日仏会館ホールで
- 5月24日 はたらく婦人の中央集会「『均等法』で職場をどう変える」シンポジウム、2000人参加、総評中心
- 5月27日 売買春ととりくむ会主催、売春防止法30周年記念集会
- 5月31日 慶應義塾大学医学部グループが人工受精で女児産み分けに6例成功と発表
- 5月- 銀行業界初の女性重役誕生、西日本銀行の緒方世喜子
- 7月1日 スーパーの西友で、男女問わず育児のため勤務時間を短縮できる「ベビーケアタイム・システム」開始
- 8月6日 新聞に意見広告「死の灰はヒトを選ばない。1986年8月6日ヒロシマ・デーに女たちは発言します」、3718名のカンパで
- 8月10日 長野県の産婦人科医院、排卵誘発剤で4つ子を妊娠した女性の2胎児を中絶、2児は無事出産、多胎児減数手術の是非が論議に
- 9月8日 土井たか子、日本社会党委員長に、日本の政治史上初の女性党首
- 9月22日 中曽根康弘首相、「アメリカには黒人等がいて知的水準が低い」「女の人は（テレビの対談などで）私のネクタイや服の色はみているが何を言ったかおぼえていないらしい」と発言、米国内で強い批判。 9月27日 首相、米国民に謝罪。
- 10月8日 「いま始まります。女の政治10.8 土井たか子とともに」に多数参加、日本教育会館で
- 10月20日 教育過程審議会「中間まとめ」で小中高の家庭科を男女共修にすることを発表
- 11月1日 宗教団体「真理（みち）の友教会」の女性信者7人が集団焼身自殺、病死の62歳の教祖の後を追って、和歌山市の浜の宮海岸で
- 11月21日 高知市で女性専用パチンコ店開店
約10年前に静岡県で第1号が登場していたがすぐに消えた。
- 11月- 全国遊技業共同組合連合会が「パチンコ文化賞」創設、パチンコファンの土井たか子社会党委員長らが選ばれる
- 12月1-6日 ESCAP、婦人情報ネットワークシステムの開発に関する地域セミナーを日本で開催
- 12月4日 東京地方裁判所、男女賃金差別に無効の判決、男女別コース制を違憲と断定、日本鉄鋼連盟勤務の7名の女子職員勝訴
- 12月18日 厚生省の経口避妊薬研究班、ピル製造を認める報告書。主要国で一国だけ使用を禁じていた日本も実用化へ
- 12月17日 鳥取地方裁判所、夫婦間レイプで夫に有罪判決
夫が友人と共に暴力で妻と性関係を強要。婦女暴行罪が夫婦間に適用されたのは初。
- 12月- 労働省調査、1987年新規大卒者の採用について、均等法後「男女不問」の企業が倍増

## この年
- 下着通信販売のセシール、全国紙でカタログ通販の宣伝、年商480億円から1000億円、翌年1350億円に伸ばす。ワコールの1075億円を抜いて下着販売業界トップに
- NTT調査、姑から嫁への電話平均月3.1回、嫁から姑へ2.2回、計月5.3回、母娘間は平均10.6回
- 女子中・高生の性非行増加、動機は好奇心43.8%、特定の男性が好きで37.5%、金が欲しい11.1%、10代の妊娠中絶2万8424件で史上最高
- 女性の間で、爪に花や小さな人形を描くおしゃれが流行。化粧品業界のネール商品の売上げ40%増に
- 厚生省調査、100歳以上が2000人を超える。男性462人・女性1809人